# Абад II
Абад II (Abu Amr Abbad или Abbad II al-Mu'tadid, умро 28. фебруара 1069) је био маварски краљ у Севиљи из династије Абадида. Владао је од 1042. до 1069. године. године. Отац Абада II је Абад I - оснивач династије Абадида. Абад II је био песник и заштитник књижевности.